# Дуумвиры

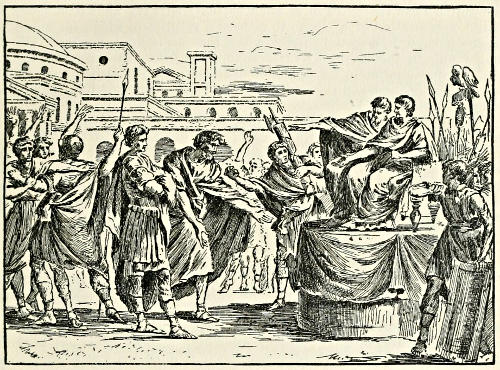
Дуумвиры судят Публия Горация (VI в. до н. э.)

Дуумви́ры (лат. Duumviri, Duoviri) — так назывались в древнем Риме два лица, которым государство совместно поручало какое-нибудь дело; название поручения прибавлялось к слову «дуумвиры». Вместе составляли дуумвират.
Уже в древнейшие времена были Duoviri perduellionis iudicandae. Позднее, во времена Республики, назначались дуумвиры для отдачи постройки храма предпринимателю (лат. Duoviri aedi locandae) или для освящения храма (лат. Duoviri aedi dedicandae).
Начиная с 311 года до н. э. стали избирать двоих, зависимых от консула, начальников флота (лат. Duoviri navales). Звание Duoviri iure (старинная форма дательного падежа вместо iuri) dicundo носили высшие администраторы в римских колониях и муниципиях (в последних — чаще Quattuorviri). Они председательствовали в народных собраниях и в заседаниях суда (декурионов), исполняли изданные претором эдикты и, с некоторыми ограничениями, имели право отправления уголовной и гражданской юстиции.